# Monohardi
Monohardi (en bengali : মনোহরদী) est une upazila du Bangladesh dans le district de Narsingdi. En 2011, on y dénombrait 275 112 habitants.